# فرودگاه شیشوانگبانا گاسا
فرودگاه شیشوانگبانا گاسا  (به انگلیسی: Xishuangbanna Gasa Airport) (به زبان بومی: 西双版纳嘎洒机场) یک فرودگاه همگانی با کد یاتا JHG است . این فرودگاه در کشور چین قرار دارد و در ارتفاع ۵۵۳ متری از سطح دریا واقع شده‌است.

## شرکت‌های هواپیمایی و مقصدهای پروازی
| شرکت‌های هواپیمایی                               | مقصدهای پروازی |
| ----------------------------------------------- | --- |
| بیجینگ کپیتال ایرلاینز                          | هانگجو ژیاشان، لیجیانگ سانی، کونمینگ چانگشوی |
| Chengdu Airlines                                | کونمینگ چانگشوی |
| هواپیمایی شرقی چین                              | پکن، چنگدو شوانگلیو، دالی، دکن شنگریلا، بایون گوآنگجو، هانگجو ژیاشان، هنگ کنگ، کونمینگ چانگشوی، لیجیانگ سانی، نانجینگ لوکو، نینگبو لیشه, تنگچونگ توفنگ، تیانجین بینهای، ووهان تیانهه، شی‌آن شیان‌یانگ، یینچوان هیدونگ، ژنگژو سین‌ژنگ |
| هواپیمایی شرقی چین                              | سووارنابومی |
| هواپیمایی جنوبی چین                             | چنگچینگ ییانگبی، کونمینگ چانگشوی، ووهان تیانهه، ژنگژو سین‌ژنگ |
| هواپیمایی جنوبی چین اجرا توسط چونگ‌کینگ ایرلاینز | چنگچینگ ییانگبی |
| Kunming Airlines                                | کونمینگ چانگشوی |
| Lao Airlines                                    | لوآنگ پرابانگ |
| Loong Airlines                                  | انشون وانگوشو، گایلین لیانگ‌جیانگ، هانگجو ژیاشان، کونمینگ چانگشوی |
| Lucky Air                                       | دالی، کونمینگ چانگشوی، لیجیانگ سانی |
| شانگهای ایرلاینز                                | شانگهای هونگچیائو |
| سیچوان ایرلاینز                                 | چنگدو شوانگلیو، کونمینگ چانگشوی |
| اسپرینگ ایرلاینز                                | چانگشا هوانگهوا، شانگهای پودنگ |
| وست ایر                                         | چنگچینگ ییانگبی، کونمینگ چانگشوی |